# جرالد فیلدینگ
جرالد فیلدینگ (انگلیسی: Gerald Fielding؛ ‏ ۶ ژوئیهٔ ۱۹۱۰ – ۳ ژوئن ۱۹۵۶) بازیگر اهل بریتانیا بود.
از فیلم‌هایی که وی در آن‌ها نقش داشته‌است، می‌توان به قلب‌های ما جوان و سرخوش بود، ماه نو، ساده‌لوح در آکسفورد و امپراتریس سرخ‌پوش اشاره نمود.